# Сальные железы
Сальные железы (sebaceous glands) — железы наружной секреции, которые располагаются в коже человека и других млекопитающих и выделяют жировой секрет — кожное сало (себум). Относятся к голокриновым железам. Наибольшего развития у человека достигают в период полового созревания под влиянием тестостерона у мужчин и прогестерона у женщин.
Представляют собой простые альвеолярные железы с разветвлёнными концевыми отделами, практически всегда связанные с волосами.
Типы выводных протоков:
- открывающиеся непосредственно на поверхность эпидермиса: на отдельных участках тела (наружный слуховой проход, веки, губы, соски, головка полового члена, крайняя плоть, в перианальной области);
- открывающиеся в волосяные фолликулы: во всех остальных участках тела.

### Строение
Сальные железы имеют альвеолярное строение, то есть состоят из нескольких частей, которые ветвятся. В клетках сальных желёз есть везикулы, заполненные кожным салом.
Есть два типа сальных желёз: связанные с волосяными фолликулами и существующие независимо.
Сальные железы, не связанные с волосяными фолликулами, открываются на поверхность эпидермиса через фолликул, лишённый волоса. Они есть на отдельных участках тела, таких, как наружный слуховой проход, веки, губы, соски, головка полового члена, крайняя плоть.
Сальные железы, связанные с волосяным фолликулом, находятся на всех остальных участках кожи. Каждый волосяной фолликул могут окружать одна или несколько сальных желёз. Сами железы окружены мышцами arrector pili.
Сальные железы производят жир, который попадает на волосяной стержень и поверхность кожи.

### Распределение
Сальные железы отсутствуют в коже на ладонях и подошвах, в том числе на ладонной и подошвенной поверхности пальцев.
Количество желёз на 1 см² — от 4—6 до 380.
Больше всего (обычно) на лице, несколько меньше (в порядке убывания) — на шее и спине, коже волосистой части головы, лобка, груди, живота, плеч, предплечий, голеней.
Залегание — более поверхностно, чем у потовых желёз: в пограничных отделах сосочкового и сетчатого слоёв дермы.

### Процесс секреции и состав секрета
Сальные железы относятся к голокриновым, то есть, их клетки разрушаются при выделении секрета. Кожное сало вырабатывается при разрушении клеток сальных желёз, в процессе которого клетки с секретом постоянно заменяются с помощью митоза стволовых клеток. Дифференцированные клетки этих желёз не делятся. Стероиды могут менять скорость секреции. Андрогены (например, тестостерон) стимулируют секрецию, а эстрогены ингибируют.
Сальные железы выделяют маслянистое жировое вещество, называемое кожным салом. Кожное сало состоит из триглицеридов (41 %), восковых эфиров (26 %), жирных кислот (16 %) и сквалена (12 %). Кожное сало в момент выделения не имеет запаха, однако при разложении бактериями может приобретать специфический запах.
За сутки сальные железы человека выделяют около 20 г кожного сала

### Развитие
Сальные железы появляются как выпуклости волосяных фолликулов с 13-й по 16-ю неделю эмбрионального развития. Сальные железы формируются из той же эктодермальной ткани, что и эпидермис кожи. В течение последних трех месяцев внутриутробного развития сальные железы плода вырабатывают воскообразное белое вещество, которое покрывает его кожу, чтобы защитить её от околоплодных вод. После рождения активность сальных желёз снижается почти до нуля и вновь возрастает в период полового созревания, что связано с повышением уровня андрогенов.

## Значения

### Функции
Кожное сало увлажняет и смазывает кожу и волосы млекопитающих. Сальные железы участвуют в защите тела от микробов. Они выделяют кислоты, образующие кислотную мантию, которая является барьером для бактерий и вирусов. pH кожи варьирует между 4,5 и 6,2, а кислая среда подавляет рост многих болезнетворных микроорганизмов. Нерастворимые жирные кислоты имеют антимикробную активность. Сальные липиды вносят важный вклад в поддержание целостности кожного барьера и проявляют противовоспалительные свойства. Кожное сало может выступать в качестве системы доставки к роговому слою клеток антиоксидантов, антибактериальных липидов и феромонов. Кроме того, секрет сальных желёз обеспечивает витамином Е верхние слои кожи лица.

### Особые разновидности
Особые сальные железы Монтгомери находятся в области, которая окружает сосок женской груди. Эти железы выделяют маслянистую жидкость, которая смазывает соски. Во время беременности и лактации эти железы увеличиваются.
Мейбомиевы железы, являющиеся видоизмененными сальными железами, секретируют разновидность кожного сала, называемого meibum, на поверхность роговицы глаза, что замедляет испарение слезной жидкости, а также служит для создания воздухонепроницаемой изоляции, когда глаза закрыты. Его свойства предотвращает склеивание век. Мейбомиевы железы, также известные как тарзальные железы (относящиеся к хрящу века), железы Цейса (сальные железы, прикрепляющиеся к волосяному мешочку ресницы) и пальпебральные (относящиеся к веку) железы (части слезной железы, располагающаяся вдоль внутренней поверхности века), прикрепляются непосредственно к фолликулам ресниц, которые расположены вертикально внутри тарзальных пластин ресниц.
Ушная сера частично состоит из кожного сала, вырабатываемого железами в ушном канале. Этот секрет вязкий и имеет высокое содержание липидов, что обеспечивает хорошую смазку, необходимую для естественного выведения загрязнений из слухового прохода при жевательных движениях.

## Клиническая значимость
Сальные железы играют существенную роль в таких кожных заболеваниях, как акне и волосяной лишай. В порах кожи себум (кожное сало) и кератины могут образовывать гиперкератозную пробку, комедон.

### Акне
Изменения в сальных железах могут провоцировать акне, одно из воспалительных заболеваний кожи. Чаще всего возникновение акне обусловлено генетическими причинами (генетическая предрасположенность). Акне проявляется при гормональном сдвиге во время полового созревания или беременности и при стрессе, остальные факторы не доказаны. Среди других, возможных, причин есть закупорка сальных протоков средствами для ухода за кожей и заражение паразитическим клещами рода железница (лат. demodex).
Акне является очень распространённой проблемой в период полового созревания у подростков. Причиной подросткового акне принято считать увеличение выработки себума в результате гормонального всплеска. Увеличение производства кожного сала может привести к закупорке протоков сальных желёз. Это может стать причиной комедонов, среди которых различают закрытые «белые угри» и открытые «черные угри». Комедоны могут привести к воспалению фолликул, вызванному размножением патогенных штаммов бактерий Propionibacterium acnes, а воспалённые фолликулы могут превратиться в характерные проявления акне. Комедоны обычно появляются на участках, где находится много сальных желёз: на лице, плечах, верхней части груди и спины.
Существует много способов лечения акне в зависимости от его причин, начиная от уменьшения количества потребляемого сахара до препаратов, включающих антибиотики, пероксид бензоила и ретиноиды. (Ретиноиды уменьшают количество себума, производимого сальными железами.)

### Другие заболевания сальных желёз
Себорея — болезненное состояние кожи, обусловленное усиленным салоотделением.
- Себорейная гиперплазия — чрезмерный рост клеток в железах, которые можно наблюдать в микроскоп в виде маленьких папул на коже, в особенности на лбу, носу и щеках.
- Себорейный дерматит — хроническая, обычно мягкая форма дерматита, вызванная изменениями в сальных железах. У новорождённых себорейный дерматит может проявляться в форме «колыбельной шапочки» (чешуйчатых корочек на голове у младенца).
- Себорейный псориаз (себопсориаз) — это состояние кожи, характерное для псориаза, сочетающегося с себорейным дерматитом.
- Себорейная аденома — доброкачественная, медленно растущая опухоль, которая в некоторых случаях может быть предшественником ракового синдрома, известного как синдром Мюир — Торре.
- Себорейная карцинома — агрессивная кожная опухоль.
- Себорейная киста — термин, используемый одновременно для эпидермиодной кисты и кисты сальных желёз, хотя ни одна из них не содержит кожного сала, а только кератин, и не происходит из сальных желёз, не являясь таким образом настоящей себорейной кистой. Настоящие себорейные кисты встречаются достаточно редко и известны как стеатоцистома.

## История
Слово sebaceous, означающее «состоящее из кожного жира», было впервые применено в качестве термина в 1728 году и происходит из латинского слова, обозначающего твердый жир. Жировые железы впервые описал Астрюк как «железы, которые отделяют жир».

## Сальные железы у других животных
У мышей и крыс есть видоизменённые сальные железы, которые продуцируют феромоны. У хомяков эти железы по своему строению очень схожи с сальными железами человека. Некоторые виды летучих мышей, включая бразильского складчатогуба, имеют особенные сальные железы, расположенные на горле. Эти железы чаще наблюдаются у самцов, чем у самок; предположительно, пахучие выделения из этих желёз используются животными для мечения своей территории.
Себорейный аденит — аутоиммунное заболевание, которое поражает сальные железы. Случаи его возникновения зафиксированы в основном у собак, в частности, пуделей и акита. Это заболевание было также описано у кошек, и один случай был зафиксирован у кролика. У этих животных себорейный аденит приводил к потере волос.